# Huta cynku w Grodźcu
Huta cynku w Grodźcu – huta w Grodźcu (dzielnicy Będzina) działająca od 1845 roku do drugiej połowy XIX w.

## Historia
Huta została wybudowana w 1845 roku  przez berlińskiego kupca Augusta Wilhelma Martensa. Zbudowano ją z kamienia łamanego, na zaprawie wapiennej. Dach budynku był pokryty gontem. Długość budynku huty wynosiła 32, a szerokość 13 m.  Wewnątrz znajdował się piec z cegieł ogniotrwałych do wytwarzania galmu. Podczas cyklu produkcji czynnych było od ośmiu do dziesięciu pieców „dubeltowych” połączonych z muflami.
Produkcja huty w latach 40. XIX w. wynosiła 6 tys. cetnarów rocznie, tj. 600 ton cynku. Głównym odbiorcą cynku z huty grodzieckiej był Dom Handlu „George E. Miler” z Petersburga. Dostarczano ją również do Warszawy i Brzegu. Dochód ze sprzedanego cynku wynosił około 4,8 tys. zł.
Dostawcą węgla do wytopu rudy cynku w hucie była pierwsza mała grodziecka Kopalnia węgla „Barbara”. Rudę cynku sprowadzano do huty ze Starczynowa koło Olkusza. Przywożono ją furmankami z zaprzęgiem konnym. Jadąc po rudę, zabierano do Starczynowa węgiel z kopalni.
Trudności transportowe związane z przewozem rudy cynku, czyniły hutę mało opłacalną. W związku z tym została unieruchomiona. Przetrwała do drugiej połowy XIX w.
Po zabudowaniach huty pozostał budynek, który został przerobiony ma lokale mieszkalne.